# Bezirksamt Krautheim

Lage der Bezirksämter in Baden im Jahr 1890

Das Bezirksamt Krautheim war von 1826 bis 1864 ein Verwaltungsbezirk in Baden mit Sitz in Krautheim. Die badischen Bezirksämter waren in ihrer Funktion und Größe vergleichbar mit einem Landkreis.

## Geschichte

### Bezirksamt Krautheim
Das Bezirksamt Krautheim wurde im Jahre 1826 errichtet. 1857 erfolgte eine Vereinigung mit dem Bezirksamt Boxberg. 1864 wurde der Amtssitz nach Boxberg verlegt und das Bezirksamt Krautheim aufgehoben.

### Amtsvorstände und Oberamtmänner des Bezirksamtes
Die Amtsvorstände bzw. Oberamtmänner des Bezirksamtes Krautheim:
- 1826–1839: Ernst Schneider
- 1839–1849: Konrad Böttlin
- 1849–1864: Karl Danner